# Popovac (Crveni krst)
Pour les articles homonymes, voir Popovac.
Popovac (en serbe cyrillique : Поповац) est une localité de Serbie située dans la municipalité de Crveni krst et sur le territoire de la ville de Niš, district de Nišava. Au recensement de 2011, elle comptait 2 855 habitants.
Popovac est officiellement classé parmi les villages de Serbie.

## Démographie

### Évolution historique de la population
| 1948  | 1953  | 1961  | 1971  | 1981  | 1991  | 2002  | 2011  |
| ----- | ----- | ----- | ----- | ----- | ----- | ----- | ----- |
| 1 508 | 1 638 | 1 839 | 2 064 | 2 362 | 2 517 | 2 588 | 2 855 |

|  |